# Яблонна (Радомський повіт)
Яблонна (пол. Jabłonna) — село в Польщі, у гміні Пшитик Радомського повіту Мазовецького воєводства.
Населення — 205 осіб (2011).
У 1975-1998 роках село належало до Радомського воєводства.

## Демографія
Демографічна структура станом на 31 березня 2011 року:
|          | Загалом | Допрацездатний вік | Працездатний вік | Постпрацездатний вік |
| -------- | ------- | ------------------ | ---------------- | -------------------- |
| Чоловіки | 116     | 39                 | 67               | 10                   |
| Жінки    | 89      | 21                 | 49               | 19                   |
| Разом    | 205     | 60                 | 116              | 29                   |